# Reprezentacja Szwecji U-19 w piłce nożnej kobiet
Reprezentacja Szwecji U-19 w piłce nożnej kobiet – kobieca piłkarska reprezentacja Szwecji do lat 19. Największymi sukcesami reprezentacji jest zdobycie złota na mistrzostwach Europy w 1999, 2012 i 2015.

## Udział w turniejach międzynarodowych

### Mistrzostwa Europy
Szwedzkiej drużynie 15 razy udało się zakwalifikować do finałów ME. Trzy razy zdobyła tytuł mistrza.
| Rok   | Runda                   | M                       | W                       | R                       | P                       | GZ                      | GS                      |
| ----- | ----------------------- | ----------------------- | ----------------------- | ----------------------- | ----------------------- | ----------------------- | ----------------------- |
| 1998  | Półfinalista            | 4                       | 3                       | 0                       | 1                       | 7                       | 2                       |
| 1999  | Mistrz                  | 3                       | 2                       | 0                       | 1                       | 4                       | 4                       |
| 2000  | III miejsce             | 3                       | 1                       | 1                       | 1                       | 3                       | 4                       |
| 2001  | Nie zakwalifikowała się | Nie zakwalifikowała się | Nie zakwalifikowała się | Nie zakwalifikowała się | Nie zakwalifikowała się | Nie zakwalifikowała się | Nie zakwalifikowała się |
| 2002  | Faza grupowa            | 3                       | 0                       | 1                       | 2                       | 0                       | 2                       |
| 2003  | Półfinalista            | 4                       | 1                       | 1                       | 2                       | 8                       | 8                       |
| 2004  | Nie zakwalifikowała się | Nie zakwalifikowała się | Nie zakwalifikowała się | Nie zakwalifikowała się | Nie zakwalifikowała się | Nie zakwalifikowała się | Nie zakwalifikowała się |
| 2005  | Nie zakwalifikowała się | Nie zakwalifikowała się | Nie zakwalifikowała się | Nie zakwalifikowała się | Nie zakwalifikowała się | Nie zakwalifikowała się | Nie zakwalifikowała się |
| 2006  | Faza grupowa            | 3                       | 0                       | 3                       | 0                       | 1                       | 1                       |
| 2007  | Nie zakwalifikowała się | Nie zakwalifikowała się | Nie zakwalifikowała się | Nie zakwalifikowała się | Nie zakwalifikowała się | Nie zakwalifikowała się | Nie zakwalifikowała się |
| 2008  | Półfinalista            | 4                       | 1                       | 2                       | 1                       | 4                       | 7                       |
| 2009  | II miejsce              | 5                       | 3                       | 0                       | 2                       | 9                       | 9                       |
| 2010  | Nie zakwalifikowała się | Nie zakwalifikowała się | Nie zakwalifikowała się | Nie zakwalifikowała się | Nie zakwalifikowała się | Nie zakwalifikowała się | Nie zakwalifikowała się |
| 2011  | Nie zakwalifikowała się | Nie zakwalifikowała się | Nie zakwalifikowała się | Nie zakwalifikowała się | Nie zakwalifikowała się | Nie zakwalifikowała się | Nie zakwalifikowała się |
| 2012  | Mistrz                  | 5                       | 4                       | 1                       | 0                       | 10                      | 2                       |
| 2013  | Faza grupowa            | 3                       | 0                       | 1                       | 2                       | 1                       | 8                       |
| 2014  | Faza grupowa            | 3                       | 1                       | 0                       | 2                       | 3                       | 4                       |
| 2015  | Mistrz                  | 5                       | 4                       | 0                       | 1                       | 10                      | 5                       |
| 2016  | Nie zakwalifikowała się | Nie zakwalifikowała się | Nie zakwalifikowała się | Nie zakwalifikowała się | Nie zakwalifikowała się | Nie zakwalifikowała się | Nie zakwalifikowała się |
| 2017  | Nie zakwalifikowała się | Nie zakwalifikowała się | Nie zakwalifikowała się | Nie zakwalifikowała się | Nie zakwalifikowała się | Nie zakwalifikowała się | Nie zakwalifikowała się |
| 2018  | Nie zakwalifikowała się | Nie zakwalifikowała się | Nie zakwalifikowała się | Nie zakwalifikowała się | Nie zakwalifikowała się | Nie zakwalifikowała się | Nie zakwalifikowała się |
| 2019  | Nie zakwalifikowała się | Nie zakwalifikowała się | Nie zakwalifikowała się | Nie zakwalifikowała się | Nie zakwalifikowała się | Nie zakwalifikowała się | Nie zakwalifikowała się |
| 2022  | Półfinalista            | 4                       | 2                       | 0                       | 2                       | 3                       | 2                       |
| 2023  | Nie zakwalifikowała się | Nie zakwalifikowała się | Nie zakwalifikowała się | Nie zakwalifikowała się | Nie zakwalifikowała się | Nie zakwalifikowała się | Nie zakwalifikowała się |
| Razem | Turniejów finał.        | 49                      | 22                      | 10                      | 17                      | 63                      | 58                      |

## Skład
Aktualny skład dostępny jest na stronie internetowej uefa.com

## EliminacjedoME 2022

### Grupa A2
| Reprezentacja | M | W | R | P | Br+ | Br- | +/- | Pkt. |
| ------------- | - | - | - | - | --- | --- | --- | ---- |
| Francja U-19  | 3 | 3 | 0 | 0 | 5   | 0   | +6  | 9    |
| Szwecja U-19  | 3 | 2 | 0 | 1 | 6   | 2   | +4  | 6    |
| Islandia U-19 | 3 | 1 | 0 | 2 | 3   | 4   | -1  | 3    |
| Serbia U-19   | 3 | 0 | 0 | 3 | 0   | 8   | -8  | 0    |

### Grupa A1
| Reprezentacja  | M | W | R | P | Br+ | Br- | +/- | Pkt. |
| -------------- | - | - | - | - | --- | --- | --- | ---- |
| Szwecja U-19   | 3 | 3 | 0 | 0 | 10  | 0   | +8  | 9    |
| Dania U-19     | 3 | 2 | 0 | 1 | 7   | 3   | +4  | 6    |
| Polska U-19    | 3 | 1 | 1 | 1 | 9   | 9   | 0   | 3    |
| Chorwacja U-19 | 3 | 0 | 0 | 3 | 0   | 12  | -12 | 0    |

## EliminacjedoME 2023

### Grupa A2
| Reprezentacja | M | W | R | P | Br+ | Br- | +/- | Pkt. |
| ------------- | - | - | - | - | --- | --- | --- | ---- |
| Holandia U-19 | 3 | 2 | 1 | 0 | 9   | 1   | +8  | 7    |
| Szwecja U-19  | 3 | 2 | 0 | 1 | 3   | 2   | +1  | 6    |
| Grecja U-19   | 3 | 1 | 1 | 1 | 3   | 3   | 0   | 4    |
| Turcja U-19   | 3 | 0 | 0 | 3 | 0   | 9   | -9  | 0    |

### Grupa A5
| Reprezentacja | M | W | R | P | Br+ | Br- | +/- | Pkt. |
| ------------- | - | - | - | - | --- | --- | --- | ---- |
| Islandia U-19 | 3 | 2 | 1 | 0 | 5   | 3   | +2  | 7    |
| Dania U-19    | 3 | 2 | 0 | 1 | 7   | 2   | +5  | 6    |
| Szwecja U-19  | 3 | 1 | 0 | 2 | 6   | 4   | +2  | 3    |
| Ukraina U-19  | 3 | 0 | 1 | 2 | 3   | 12  | -9  | 1    |

## EliminacjedoME 2024

### Grupa A5
Rywale Szwecji:
- Portugalia U-19
- Hiszpania U-19
- Turcja U-19